# Campeonato Paraense de Futebol Feminino Sub-20 de 2022
O Campeonato Paraense Feminino Sub-20 de 2022 foi a segunda edição deste evento esportivo, um torneio estadual de futebol feminino organizado pela Federação Paraense de Futebol (FPF).
O torneio ocorreu entre 21 de junho a 8 de julho, tendo sido disputado por quatro equipes em um sistema de todos contra todos, no qual o vencedor é definido através da melhor campanha na classificação geral. O Paysandu venceu todos os seis jogos que disputou e conquistou o título. O pódio foi completado por ESMAC e Terra Alta.

## Antecedentes
Visando fomentar o futebol feminino, revelar novos talentos e incentivar a prática do esporte, a primeira edição foi disputada em 2019, com o Paysandu conquistou o título ao derrotar o ESMAC na decisão. As temporadas de 2020 e 2021, acabaram sendo cancelado devido à pandemia de Covid-19.

## Formato e participantes
O regulamento da competição foi organizado em fase única. Nela, os clubes se enfrentaram em jogos de turno e returno, com o campeão sendo decidido através da melhor campanha geral. Os quatro participantes foram:
| Equipe     | Cidade     | Participações | Títulos  |
| ---------- | ---------- | ------------- | -------- |
| Cabanos    | Ananindeua | 1             | —        |
| ESMAC      | Ananindeua | 1             | —        |
| Paysandu   | Belém      | 1             | 1 (2019) |
| Terra Alta | Terra Alta | —             | —        |

## Resultados
A primeira rodada da competição ocorreu em 21 de junho, tendo sido marcada pelo triunfo do Paysandu sobre a ESMAC por 3 a 1, confronto entre as equipes finalistas da última edição. A equipe bicolor manteve a consistência do início ao fim da competição, conquistando o título de maneira invicta e com uma rodada de antecedência.
Partidas
Legenda:      Vitória do mandante —      Vitória do visitante —      Empate 